# Ecuația lui Bernoulli
Legea lui Bernoulli este un principiu fizic care afirmă că presiunea totală în lungul unei linii de curent într-un fluid incompresibil și lipsit de viscozitate, aflat în curgere staționară, este constantă. A fost enunțată și argumentată de matematicianul elvețian Daniel Bernoulli (1700-1782) în tratatul său Hydrodinamica, sive de viribus et motibus fluidorum commentarii, apărut în 1738.
Ecuația lui Bernoulli se poate scrie astfel:
{\displaystyle {\frac {\rho \times v^{2}}{2}}+\rho \times g\times h+p=constant}